# Casa da Frontaria Azulejada
A Casa da Frontaria Azulejada é um edifício histórico localizado na Rua do Comércio do Centro Histórico da cidade de Santos, litoral do estado de São Paulo, no Brasil.

## História
Foi construída em 1865 pelo comendador português Manoel Joaquim Ferreira Netto, um rico comerciante estabelecido em Santos, para ser a sua residência e armazém. Há, porém, certa controvérsia em relação ao uso do piso térreo como armazém, pois alguns historiadores acreditam que toda a casa era usada como moradia. A casa, de feição neoclássica, tinha forma de U, com a abertura voltada para o porto de Santos, o que poderia facilitar o acesso de cargas ao armazém da casa, no caso desta ser usada com esse fim.. A fachada do edifício foi coberta com azulejos importados de Portugal, provavelmente já depois da morte do comendador, pelo seu sócio Luiz Guimarães.

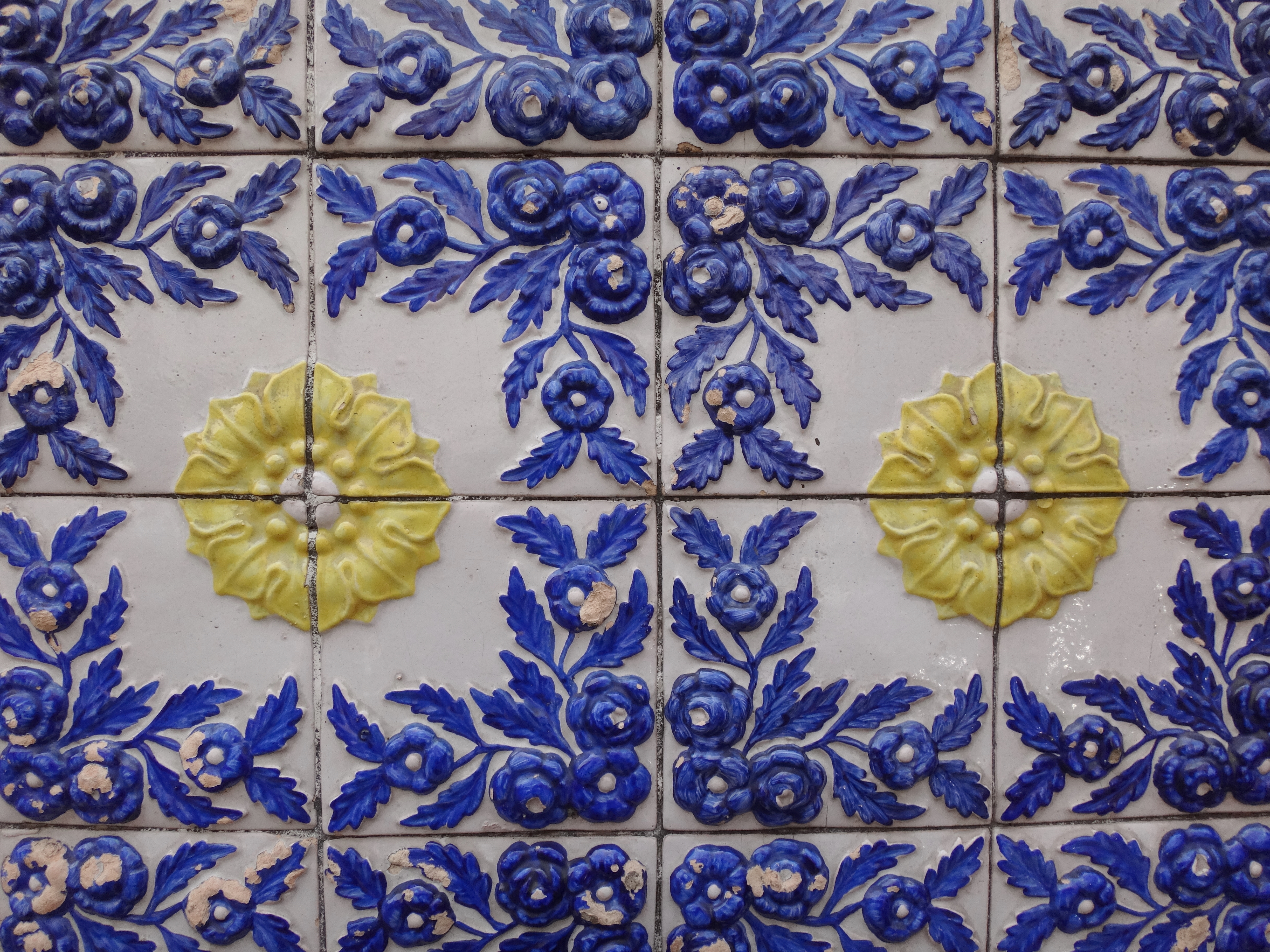
Detalhes dos azulejos da fachada

Como o tempo, o local foi um armazém de cargas e foi usado como hotel - o Hotel Guanabara - entre as décadas de 1940 e 1960. A decadência do edifício acelerou-se ao deixar de ser hotel e transformar-se num depósito de adubos químicos. Em 1973 foi tombado pelo SPHAN (atual IPHAN - Instituto do Patrimônio Histórico e Artístico Nacional), que proibiu seu uso como depósito de fertilizantes. Em 1986, o imóvel abandonado foi desapropriado pela prefeitura de Santos. Na altura, o edifício já não tinha o piso superior nem o teto.

## Restauro
Em 1992 foi iniciado o restauro da casa, recuperando-se a fachada principal e seu portal. Os azulejos foram restaurados ou substituídos pelo ateliê do artista Luís Sarasá, o que envolveu a confecção de 7 mil exemplares novos. O interior do edifício ficou com uma aparência rústica.
O edifício abrigou entre 1996 e 2005 o anexo do Arquivo Permanente. Em 2007, foi reinaugurado como Espaço Cultural Frontaria Azulejada para ser usado como local de exposições da Fundação Arquivo e Memória de Santos.